# Långsvansad hamsterråtta
Långsvansad hamsterråtta (Beamys hindei) är en gnagare i underfamiljen hamsterråttor och den enda arten i sitt släkte.

## Beskrivning
Djuret når en kroppslängd mellan 13 och 18 cm och därtill kommer en 10 till 15 cm lång svans. Vikten varierar mellan 55 och 150 gram. Pälsen är på ovansidan grå och på undersidan vitaktig. Liksom andra hamsterråttor har den kindpåsar för att bära större mängder föda. Artens särdrag är den nakna svansen som har en mörk främre del och en vit spets. Dessutom är svansen avplattad och den har skarpa kanter.
Artens utbredningsområde sträcker sig från Kenya över Tanzania och Malawi till Zambia. Habitatet utgörs av strandlinjer av vattendrag och insjöar samt träskmarker i skogar. Beamys hindei gräver underjordiska bon som ligger cirka 60 cm under markytan och som i genomsnitt är 9 meter långa. Den livnär sig på frön och frukter.
I boet lever individerna ensam. Vilda exemplar parar sig främst under regntiden. I fångenskap registrerades upp till fem kullar per år. En kull har upp till fem ungar efter cirka 23 dagar dräktighet. Ungarna diar sin mor i 5 till 6 veckor. Könsmognaden infaller oftast efter 7 till 10 månader.
Denna gnagare är ganska sällsynt och beståndet är uppdelat i flera från varandra skilda populationer. Den hotas främst av habitatförstöring. IUCN listar arten fortfarande som livskraftig (least concern) men tillägger att utvecklingen ska kontrolleras.
Ibland betraktas populationen vid kusten (B. hindei) och populationen i Afrikas inre (B. major) som självständiga arter.